# IMSA WeatherTech SportsCar Championship 2023
Die IMSA WeatherTech SportsCar Championship 2023 war die 10. Saison der IMSA WeatherTech SportsCar Championship seit der Fusion zwischen der American Le Mans Series und der Rolex Sports Car Series im Jahr 2014. Es war die achte Saison, bei der WeatherTech als Titelsponsor auftritt und die 53. von der International Motor Sports Association sanktionierte Rennsaison, die auf die IMSA GT Championship 1971 zurückgeht. In der Saison 2023 gab es einige Änderungen mit der Einführung der GTP-Klasse sowie einem weiteren Rennen auf dem Indianapolis Motor Speedway. Die Meisterschaft begann mit den 24 Stunden von Daytona am 28. Januar und endete nach 11 Rennen mit dem Petit Le Mans am 14. Oktober.

## Klassen
- Grand Touring Prototype (LMDh und LMH)
- Le Mans Prototype 2
- Le Mans Prototype 3
- GT Daytona Pro
- GT Daytona

Am Ende der Saison 2022 hat die IMSA die Klasse Daytona Prototype International (DPi), die von 2017 bis 2022, also über sechs Saisons hinweg, die führende Rennklasse in der WeatherTech Championship war, abgeschafft. Die IMSA ersetzte sie durch eine neue Klasse namens Grand Touring Prototype (GTP), benannt als Hommage an die GTP-Klasse der IMSA GT Championship in den 1980er Jahren.
GTP ist die neue Flaggschiffklasse der Meisterschaft und besteht aus zwei technischen Schwesterreglements: LMDh (Le Mans Daytona hybrid), und LMH (Le Mans Hypercar). Das LMDh-Reglement erlaubt die Wahl eines Basis-Chassis, von den vier Herstellern der LMP2 Klasse (Dallara, Ligier, Multimatic und Oreca), sowie ein spezifisches Hybridsystem für alle Fahrzeuge, mit freier Wahl der Aerodynamik, der Karosserie und der Motorkonfiguration. Das LMH-Reglement erlaubt maßgeschneiderte Hybridkonstruktionen und bietet im Gegenzug zu höheren Entwicklungskosten mehr Freiheit bei der mechanischen Konstruktion. Wie die DPi-Klasse wird auch die GTP durch ein Balance-of-Performance-System (BoP) geregelt, um die Leistungsspanne der einzelnen Fahrzeuge eng zusammenzuhalten und die Ausgaben zu regulieren.
Die GTP-Klasse besteht aus demselben Rahmen wie die Hypercar-Klasse der FIA World Endurance Championship. Eine Zusammenarbeit zwischen der IMSA und dem französischen Rennveranstalter ACO führte zu einer Annäherung des Reglements der beiden Veranstalter für die Spitzenklasse.

## Rennkalender
Der Rennkalender wurde am 5. August 2022 vorgestellt und umfasst 11 Runden.
|    | Rennen                          | Länge       | Klassen                 | Strecke                        | Ort                     | Datum          | MEC |
| -- | ------------------------------- | ----------- | ----------------------- | ------------------------------ | ----------------------- | -------------- | --- |
| 1  | Rolex 24 at Daytona             | 24 Stunden  | Alle                    | Daytona International Speedway | Daytona Beach, Florida  | 28.–29. Januar | X   |
| 2  | Mobil 1 Twelve Hours of Sebring | 12 Stunden  | Alle                    | Sebring International Raceway  | Sebring, Florida        | 18. März       | X   |
| 3  | Acura Grand Prix of Long Beach  | 100 Minuten | GTP, GTD Pro, GTD       | Long Beach Grand Prix Circuit  | Long Beach, Kalifornien | 15. April      |     |
| 4  | Motul Course de Monterey        | 160 Minuten | GTP, LMP2, GTD Pro, GTD | Laguna Seca Raceway            | Monterey, Kalifornien   | 14. Mai        |     |
| 5  | Sahlen’s Six Hours of The Glen  | 6 Stunden   | Alle                    | Watkins Glen International     | Watkins Glen, New York  | 25. Juni       | X   |
| 6  | Chevrolet Grand Prix            | 160 Minuten | GTP, LMP3, GTD Pro, GTD | Canadian Tire Motorsport Park  | Bowmanville, Ontario    | 9. Juli        |     |
| 7  | FCP Euro Northeast Grand Prix   | 160 Minuten | GTD Pro, GTD            | Lime Rock Park                 | Lime Rock, Connecticut  | 22. Juli       |     |
| 8  | IMSA SportsCar Weekend          | 160 Minuten | Alle                    | Road America                   | Elkhart Lake, Wisconsin | 6. August      |     |
| 9  | Michelin GT Challenge at VIR    | 160 Minuten | GTD Pro, GTD            | Virginia International Raceway | Alton, Virginia         | 27. August     |     |
| 10 | IMSA Battle on the Bricks       | 160 Minuten | Alle                    | Indianapolis Motor Speedway    | Indianapolis, Indiana   | 17. September  |     |
| 11 | Motul Petit Le Mans             | 10 Stunden  | Alle                    | Michelin Raceway Road Atlanta  | Braselton, Georgia      | 14. Oktober    | X   |

- Der Mid-Ohio Sports Car Course wurde vom Kalender entfernt. Die Strecke in Lexington, Ohio war Teil des Kalenders seit 2018. Das Event wurde durch ein Sprintrennen auf dem Indianapolis Motor Speedway ersetzt, welche bislang nur in der Saison 2014 gefahren wurde.[4]
- The Raceway on Belle Isle in Detroit wurde ebenfalls vom Kalender entfernt, da diese durch den Detroit Street Circuit ersetzt wird. Belle Isle war Teil der IMSA SportsCar Championship seit 2014. 2020 wurde auf Grund der Covid-19-Pandemie kein Rennen veranstaltet
- Am 1. Dezember 2022 wurde bekanntgegeben, dass das Qualifying Rennen für das 24h Daytona nicht stattfinden wird. Die Startreihenfolge wird durch ein gewöhnliches Qualifying am 22. Januar durchgeführt.[5]

## Regeländerungen
- Als Reaktion auf das Six Hours of The Glen 2022, bei welchem durch eine wetterbedingte rote Flagge mehrere Fahrzeuge wegen Verstößen gegen die Fahrzeit bestraft wurden, wird die IMSA die erforderliche Fahrzeit im Verhältnis 2:1 reduzieren und nicht wie bisher im Verhältni.s 1:1[6]
- Die Mindestfahrzeit in der GTD Klasse für Fahrer der Bronze-Kategorie wurde um 10 Minuten von 45 auf 35 Minuten verkürzt.[7]
- Teams der GTD-Klasse, deren Fahrer der Bronze-Kategorie die Qualifying-Bestzeit fahren, dürfen zwischen Qualifying und Rennstart die Reifen wechseln, während Teams mit Fahrern einer höheren Kategorie mit den Qualifying-Reifen starten müssen. Die Änderung soll den Anteil der Amateur-Fahrer im Qualifying erhöhen.[8]
- Die zusammengerechnete maximale Fahrzeit für Fahrer, welche in mehreren Klassen starten, wurde für Rennen mit einer Länge unter 6 Stunden entfernt.[6]

## Rennergebnisse
|            | Strecke                        | GTP Team                                                   | LMP2 Team                                                | LMP3 Team                                                  | GTD-Pro Team                                             | GTD Team                                                | Report |
| GTP Fahrer | Strecke                        | LMP2 Fahrer                                                | LMP3 Fahrer                                              | GTD-Pro Fahrer                                             | GTD Fahrer                                               |                                                         | Report |
| ---------- | ------------------------------ | ---------------------------------------------------------- | -------------------------------------------------------- | ---------------------------------------------------------- | -------------------------------------------------------- | ------------------------------------------------------- | ------ |
| 1          | Daytona                        | #60 Meyer Shank Racing with Curb-Agajanian*1               | #55 Proton Competition                                   | #17 AWA                                                    | #79 WeatherTech Racing                                   | #27 Heart of Racing Team                                | Report |
| 1          | Daytona                        | Tom Blomqvist Colin Braun Hélio Castroneves Simon Pagenaud | James Allen Gianmaria Bruni Francesco Pizzi Fred Poordad | Wayne Boyd Anthony Mantella Thomas Merrill Nicolás Varrone | Maro Engel Jules Gounon Daniel Juncadella Cooper MacNeil | Roman De Angelis Ian James Marco Sørensen Darren Turner | Report |
| 2          | Sebring                        | #31 Whelen Engineering Racing                              | #8 Tower Motorsports                                     | #74 Riley Motorsports                                      | #9 Pfaff Motorsports                                     | #1 Paul Miller Racing                                   | Report |
| 2          | Sebring                        | Jack Aitken Luís Felipe Derani Alexander Sims              | John Farano Josef Newgarden Kyffin Simpson               | Josh Burdon Felipe Fraga Gar Robinson                      | Klaus Bachler Patrick Pilet Laurens Vanthoor             | Corey Lewis Bryan Sellers Madison Snow                  | Report |
| 3          | Long Beach                     | #6 Porsche Penske Motorsport                               | nicht teilgenommen                                       | nicht teilgenommen                                         | #14 Vasser Sullivan Racing                               | #1 Paul Miller Racing                                   | Report |
| 3          | Long Beach                     | Mathieu Jaminet Nick Tandy                                 | nicht teilgenommen                                       | nicht teilgenommen                                         | Ben Barnicoat Jack Hawksworth                            | Bryan Sellers Madison Snow                              | Report |
| 4          | Laguna Seca                    | #01 Cadillac Racing                                        | #11 TDS Racing                                           | nicht teilgenommen                                         | #79 WeatherTech Racing                                   | #91 Kelly-Moss with Riley                               | Report |
| 4          | Laguna Seca                    | Sébastien Bourdais Renger van der Zande                    | Mikkel Jensen Steven Thomas                              | nicht teilgenommen                                         | Jules Gounon Daniel Juncadella                           | Kay van Berlo Alan Metni                                | Report |
| 5          | Watkins Glen                   | #25 BMW M Team RLL                                         | #04 CrowdStrike Racing by APR                            | #74 Riley Motorsports                                      | #14 Vasser Sullivan Racing                               | #12 Vasser Sullivan Racing                              | Report |
| 5          | Watkins Glen                   | Connor De Phillippi Nick Yelloly                           | Ben Hanley George Kurtz Matt McMurry                     | Josh Burdon Felipe Fraga Gar Robinson                      | Ben Barnicoat Jack Hawksworth                            | Frankie Montecalvo Aaron Telitz Parker Thompson         | Report |
| 6          | Mosport                        | #60 Meyer Shank Racing with Curb-Agajanian                 | nicht teilgenommen                                       | #74 Riley Motorsports                                      | #3 Corvette Racing                                       | #1 Paul Miller Racing                                   | Report |
| 6          | Mosport                        | Tom Blomqvist Colin Braun                                  | nicht teilgenommen                                       | Felipe Fraga Gar Robinson                                  | Antonio García Jordan Taylor                             | Bryan Sellers Madison Snow                              | Report |
| 7          | Lime Rock Park                 | nicht teilgenommen                                         | nicht teilgenommen                                       | nicht teilgenommen                                         | #23 Heart of Racing Team                                 | #27 Heart of Racing Team                                | Report |
| 7          | Lime Rock Park                 | nicht teilgenommen                                         | nicht teilgenommen                                       | nicht teilgenommen                                         | Ross Gunn David Pittard                                  | Roman De Angelis Marco Sørensen                         | Report |
| 8          | Road America                   |                                                            |                                                          |                                                            |                                                          |                                                         | Report |
| 8          | Road America                   |                                                            |                                                          |                                                            |                                                          |                                                         | Report |
| 9          | Virginia International Raceway | nicht teilgenommen                                         | nicht teilgenommen                                       | nicht teilgenommen                                         |                                                          |                                                         | Report |
| 9          | Virginia International Raceway | nicht teilgenommen                                         | nicht teilgenommen                                       | nicht teilgenommen                                         |                                                          |                                                         | Report |
| 10         | Indianapolis                   |                                                            |                                                          |                                                            |                                                          |                                                         | Report |
| 10         | Indianapolis                   |                                                            |                                                          |                                                            |                                                          |                                                         | Report |
| 11         | Road Atlanta                   |                                                            |                                                          |                                                            |                                                          |                                                         | Report |
| 11         | Road Atlanta                   |                                                            |                                                          |                                                            |                                                          |                                                         | Report |

*1 - Nach Veröffentlichung der offiziellen Ergebnisse wurden manipulierte Reifendrücke beim Sieger Team Meyer Shank Racing gemeldet. Meyer Shank Racing wurden als Strafe 200 Punkte abgezogen und eine 50.000-US-Dollar-Strafe verhängt.

## Meisterschaftswertung

### Punktesystem
Meisterschaftspunkte werden in jeder Klasse zum Ende eines Rennens vergeben. Die Punkte basieren auf der Position auf dem der Wagen das Qualifying und Rennen beendet hat.
| Position   | 1   | 2   | 3   | 4   | 5   | 6   | 7   | 8   | 9   | 10  | 11  | 12  | 13  | 14  | 15  | 16  | 17  | 18  | 19  | 20  | 21  | 22 | 23 | 24 | 25 | 26 | 27 | 28 | 29 | 30+ |
| ---------- | --- | --- | --- | --- | --- | --- | --- | --- | --- | --- | --- | --- | --- | --- | --- | --- | --- | --- | --- | --- | --- | -- | -- | -- | -- | -- | -- | -- | -- | --- |
| Qualifying | 35  | 32  | 30  | 28  | 26  | 25  | 24  | 23  | 22  | 21  | 20  | 19  | 18  | 17  | 16  | 15  | 14  | 13  | 12  | 11  | 10  | 9  | 8  | 7  | 6  | 5  | 4  | 3  | 2  | 1   |
| Rennen     | 350 | 320 | 300 | 280 | 260 | 250 | 240 | 230 | 220 | 210 | 200 | 190 | 180 | 170 | 160 | 150 | 140 | 130 | 120 | 110 | 100 | 90 | 80 | 70 | 60 | 50 | 40 | 30 | 20 | 10  |

#### Fahrerwertung
Punkte werden in jeder Klasse zum Ende eines Rennens vergeben.

#### Teamwertung
Punkte in der Teamwertung werden genau gleich verteilt wie in der Fahrerwertung. Jeder Wagen wird als eigenes Team gewertet.

#### Herstellerwertung
In der Herstellerwertung wird ebenfalls Punkte wie im oben gezeigten Punktesystem verteilt. Die Meisterschaftswertung wird in 3 Gruppen unterteilt
Grand Touring Prototype (GTP): Motor & Karosserie-Hersteller
GT Daytona Pro (GTD Pro): Fahrzeughersteller
GT Daytona (GTD): Fahrzeughersteller
Punkte werden in der Herstellerwertung nur an das höchste klassifizierte Fahrzeug des Herstellers vergeben. Weitere Fahrzeuge eines Herstellers werden nicht beachtet, Fahrzeuge von anderen Herstellern rücken in den Positionen nach.
Beispiel: Hersteller A beendet ein Rennen auf Platz 1 und 2, Hersteller B auf Platz 3. Hersteller A erhält für den ersten Platz 35 Punkte, Hersteller B rückt auf den zweiten Platz vor und erhält 32 Punkte

#### Michelin Endurance Cup (MEC)
Das Punktesystem für den Michelin Endurance Cup ist unterschiedlich zum normalen Punktesystem. Rennen, welche zum Michelin Endurance Cup zählen sind zwischen 6 und 24 Stunden lang und vergeben Punkte zum Rennende und zu verschiedenen Zeitpunkten während des Rennens
| Position | 1 | 2 | 3 | weitere klassifizierte |
| -------- | - | - | - | ---------------------- |
| Punkte   | 5 | 4 | 3 | 2                      |

Beim Rolex 24 at Daytona werden Punkte nach 6 Stunden, 12 Stunden, 18 Stunden und am Rennende vergeben. Bei den 12 Stunden von Sebring und Petit Le Mans (10 Stunden von Road Atlanta) nach 4 Stunden, 8 Stunden und am Rennende. Bei den 6 Stunden von Watkins Glen nach 3 Stunden und zum Rennende.
Punkte werden genau wie in der Gesamtwertung an Fahrer, Teams und Hersteller vergeben, es gelten dieselben Regeln.

### Fahrerwertung
(Quelle: )

#### Fahrerwertung: Grand Touring Prototype (GTP)
| Pos. | Fahrer                                  | Position in Klasse | Position in Klasse | Position in Klasse | Position in Klasse | Position in Klasse | Position in Klasse | Position in Klasse | Position in Klasse | Position in Klasse | Punkte | MEC |
| Pos. | Fahrer                                  | DAY                | SEB                | LBH                | LGA                | WGL                | MOS                | ROA                | IMS                | ATL                | Punkte | MEC |
| ---- | --------------------------------------- | ------------------ | ------------------ | ------------------ | ------------------ | ------------------ | ------------------ | ------------------ | ------------------ | ------------------ | ------ | --- |
| 1    | Luís Felipe Derani Alexander Sims       | 5                  | 1                  | 5                  | 3                  | 2                  | 7                  |                    |                    |                    | 1872   | 33  |
| 2    | Connor De Phillippi Nick Yelloly        | 9                  | 2                  | 2                  | 8                  | 1                  | 3                  |                    |                    |                    | 1862   | 23  |
| 3    | Filipe Albuquerque Ricky Taylor         | 2                  | 4                  | 7                  | 4                  | 6                  | 2                  |                    |                    |                    | 1843   | 26  |
| 4    | Mathieu Jaminet Nick Tandy              | 8                  | 3                  | 1                  | 2                  | 9                  | 5                  |                    |                    |                    | 1809   | 21  |
| 5    | Sébastien Bourdais Renger van der Zande | 3                  | 7                  | 8                  | 1                  | 5                  | 9                  |                    |                    |                    | 1743   | 25  |
| 6    | Tom Blomqvist Colin Braun               | 1                  | 6                  | 6                  | 6                  | 3                  | 1                  |                    |                    |                    | 1708   | 12  |
| 7    | Matt Campbell Felipe Nasr               | 7                  | 5                  | 3                  | 9                  | 7                  | 6                  |                    |                    |                    | 1650   | 21  |
| 8    | Philipp Eng Augusto Farfus              | 6                  | 8                  | 4                  | 5                  | 8                  | 8                  |                    |                    |                    | 1603   | 18  |
| 9    | Jack Aitken                             | 5                  | 1                  |                    |                    | 2                  |                    |                    |                    |                    | 990    | 33  |
| 10   | Louis Delétraz                          | 2                  | 4                  |                    |                    | 6                  |                    |                    |                    |                    | 910    | 26  |
| 11   | Tijmen van der Helm Mike Rockenfeller   |                    |                    |                    | 7                  | 4                  | 4                  |                    |                    |                    | 845    | 4   |
| 12   | Scott Dixon                             | 3                  | 7                  |                    |                    |                    |                    |                    |                    |                    | 600    | 21  |
| 13   | Sheldon van der Linde                   | 9                  | 2                  |                    |                    |                    |                    |                    |                    |                    | 586    | 16  |
| 14   | Dane Cameron                            | 8                  | 3                  |                    |                    |                    |                    |                    |                    |                    | 580    | 15  |
| 15   | Michael Christensen                     | 7                  | 5                  |                    |                    |                    |                    |                    |                    |                    | 556    | 17  |
| 16   | Marco Wittmann                          | 6                  | 8                  |                    |                    |                    |                    |                    |                    |                    | 529    | 14  |
| 17   | Hélio Castroneves                       | 1                  | 6                  |                    |                    |                    |                    |                    |                    |                    | 461    | 6   |
| 18   | Brendon Hartley                         | 2                  |                    |                    |                    |                    |                    |                    |                    |                    | 350    | 14  |
| 19   | Colton Herta                            | 4                  |                    |                    |                    |                    |                    |                    |                    |                    | 306    | 9   |
| 20   | Colton Herta                            | 6                  |                    |                    |                    |                    |                    |                    |                    |                    | 274    | 8   |
| 21   | Simon Pagenaud                          | 1                  |                    |                    |                    |                    |                    |                    |                    |                    | 185    | 0   |

#### Fahrerwertung: Le Mans Prototype 2 (LMP2)
| Pos. | Fahrer                                                   | Position in Klasse | Position in Klasse | Position in Klasse | Position in Klasse | Position in Klasse | Position in Klasse | Position in Klasse | Punkte | MEC |
| Pos. | Fahrer                                                   | DAY                | SEB                | LGA                | WGL                | ROA                | IMS                | ATL                | Punkte | MEC |
| ---- | -------------------------------------------------------- | ------------------ | ------------------ | ------------------ | ------------------ | ------------------ | ------------------ | ------------------ | ------ | --- |
| 1    | Ben Hanley George Kurtz                                  | 2                  | 5                  | 3                  | 1                  |                    |                    |                    | 973    | 30  |
| 2    | Mikkel Jensen Steven Thomas                              | 10                 | 2                  | 1                  | 7                  |                    |                    |                    | 970    | 26  |
| 3    | Paul-Loup Chatin Ben Keating                             | 7                  | 4                  | 2                  | 3                  |                    |                    |                    | 967    | 28  |
| 4    | Ryan Dalziel Dwight Merriman                             | 9                  | 3                  | 7                  | 2                  |                    |                    |                    | 906    | 21  |
| 5    | Giedo van der Garde                                      | 4                  | 8                  | 4                  | 4                  |                    |                    |                    | 850    | 24  |
| 6    | Ed Jones                                                 | 8                  | 6                  | 6                  | 8                  |                    |                    |                    | 781    | 18  |
| 7    | Eric Lux                                                 | 6                  | 7                  | 5                  | 9                  |                    |                    |                    | 770    | 18  |
| 8    | Christian Rasmussen                                      | 9                  | 3                  |                    | 2                  |                    |                    |                    | 643    | 21  |
| 9    | Nolan Siegel                                             |                    | 5                  |                    | 1                  |                    |                    |                    | 638    | 18  |
| 10   | John Farano                                              | 5                  | 1                  |                    | 5                  |                    |                    |                    | 635    | 24  |
| 11   | Kyffin Simpson                                           | 5                  | 1                  | 8                  |                    |                    |                    |                    | 629    | 20  |
| 12   | Alex Quinn                                               | 7                  | 4                  |                    | 3                  |                    |                    |                    | 615    | 28  |
| 13   | Scott Huffaker                                           | 10                 | 2                  |                    | 7                  |                    |                    |                    | 590    | 26  |
| 14   | François Hériau                                          | 4                  | 8                  | 4                  |                    |                    |                    |                    | 570    | 19  |
| 15   | Dennis Andersen                                          | 8                  | 6                  | 6                  |                    |                    |                    |                    | 551    | 14  |
| 16   | Josh Pierson                                             | 4                  | 8                  |                    | 4                  |                    |                    |                    | 542    | 24  |
| 17   | Anders Fjordbach                                         | 8                  | 6                  |                    | 8                  |                    |                    |                    | 506    | 18  |
| 18   | Devlin DeFrancesco Pietro Fittipaldi                     | 6                  | 7                  |                    | 9                  |                    |                    |                    | 484    | 18  |
| 19   | Scott McLaughlin                                         | 5                  | 1                  |                    |                    |                    |                    |                    | 375    | 20  |
| 20   | Juan Pablo Montoya                                       |                    |                    | 5                  |                    |                    |                    |                    | 286    | 0   |
| 21   | John Falb                                                |                    |                    |                    | 4                  |                    |                    |                    | 280    | 5   |
| 22   | Will Stevens Salih Yoluç                                 |                    |                    |                    | 5                  |                    |                    |                    | 260    | 4   |
| 23   | Louis Delétraz                                           |                    |                    | 8                  |                    |                    |                    |                    | 254    | 0   |
| 24   | Nicklas Nielsen                                          | 3                  |                    |                    | 6                  |                    |                    |                    | 250    | 15  |
| 25   | Luís Pérez Companc Lilou Wadoux                          |                    |                    |                    | 6                  |                    |                    |                    | 250    | 4   |
| 26   | Mark Kvamme                                              |                    |                    |                    | 8                  |                    |                    |                    | 230    | 4   |
| 27   | James Allen Gianmaria Bruni Francesco Pizzi Fred Poordad | 1                  |                    |                    |                    |                    |                    |                    | 0      | 14  |
| 28   | Esteban Gutiérrez Matt McMurry                           | 2                  |                    |                    |                    |                    |                    |                    | 0      | 12  |
| 29   | Julien Canal François Perrodo Matthieu Vaxivière         | 3                  |                    |                    |                    |                    |                    |                    | 0      | 11  |
| 30   | Job van Uitert                                           | 4                  |                    |                    |                    |                    |                    |                    | 0      | 13  |
| 31   | Josef Newgarden                                          | 5                  |                    |                    |                    |                    |                    |                    | 0      | 8   |
| 32   | Austin Cindric                                           | 6                  |                    |                    |                    |                    |                    |                    | 0      | 8   |
| 33   | Nicolas Lapierre                                         | 7                  |                    |                    |                    |                    |                    |                    | 0      | 11  |
| 34   | Dennis Andersen Anders Fjordbach Raffaele Marciello      | 8                  |                    |                    |                    |                    |                    |                    | 0      | 8   |
| 35   | Oliver Jarvis                                            | 9                  |                    |                    |                    |                    |                    |                    | 0      | 8   |
| 36   | Rinus VeeKay                                             | 10                 |                    |                    |                    |                    |                    |                    | 0      | 11  |

#### Fahrerwertung: Le Mans Prototype 3 (LMP3)
| Pos. | Fahrer                                                       | Position in Klasse | Position in Klasse | Position in Klasse | Position in Klasse | Position in Klasse | Position in Klasse | Position in Klasse | Punkte | MEC |
| Pos. | Fahrer                                                       | DAY                | SEB                | WGL                | MOS                | ROA                | IMS                | ATL                | Punkte | MEC |
| ---- | ------------------------------------------------------------ | ------------------ | ------------------ | ------------------ | ------------------ | ------------------ | ------------------ | ------------------ | ------ | --- |
| 1    | Felipe Fraga Gar Robinson                                    | 9                  | 1                  | 1                  | 1                  |                    |                    |                    | 1115   | 30  |
| 2    | Wayne Boyd Anthony Mantella                                  | 1                  | 4                  | 3                  | 3                  |                    |                    |                    | 934    | 28  |
| 3    | Garett Grist                                                 |                    | 8                  | 2                  | 2                  |                    |                    |                    | 928    | 17  |
| 4    | Matthew Bell Orey Fidani                                     | 4                  | 2                  | 5                  | 4                  |                    |                    |                    | 916    | 22  |
| 5    | João Barbosa Lance Willsey                                   | 2                  | 7                  | 7                  | 5                  |                    |                    |                    | 788    | 28  |
| 6    | Josh Burdon                                                  | 9                  | 1                  | 1                  |                    |                    |                    |                    | 730    | 30  |
| 7    | Ari Balogh                                                   |                    | 8                  | WD                 | 2                  |                    |                    |                    | 608    | 10  |
| 8    | Nicolás Varrone                                              | 1                  | 4                  | 3                  |                    |                    |                    |                    | 606    | 28  |
| 9    | Lars Kern                                                    | 4                  | 2                  | 5                  |                    |                    |                    |                    | 604    | 11  |
| 10   | Dakota Dickerson                                             | 7                  | 8                  | 2                  |                    |                    |                    |                    | 578    | 28  |
| 11   | Till Bechtolsheimer                                          | 5                  | 3                  | 9                  |                    |                    |                    |                    | 552    | 19  |
| 12   | Dan Goldberg                                                 |                    | 3                  | 9                  |                    |                    |                    |                    | 552    | 11  |
| 13   | Jarett Andretti Gabby Chaves                                 | 7                  | 9                  | 4                  |                    |                    |                    |                    | 535    | 24  |
| 14   | Glenn van Berlo                                              | 9                  | 9                  | 4                  |                    |                    |                    |                    | 535    | 21  |
| 15   | Trenton Estep Tõnis Kasemets Seth Lucas                      |                    | 5                  | 6                  |                    |                    |                    |                    | 532    | 10  |
| 16   | Nico Pino                                                    | 2                  | 7                  | 7                  |                    |                    |                    |                    | 503    | 28  |
| 17   | Christopher Allen                                            | 3                  | 6                  | 10                 |                    |                    |                    |                    | 485    | 20  |
| 18   | Tijmen van der Helm                                          | 5                  | 3                  |                    |                    |                    |                    |                    | 332    | 15  |
| 19   | Dylan Murry                                                  |                    |                    | 2                  |                    |                    |                    |                    | 320    | 7   |
| 20   | Antoine Comeau George Staikos                                |                    |                    |                    | 6                  |                    |                    |                    | 276    | 0   |
| 21   | Robert Mau Tristan Nunez                                     |                    | 6                  |                    |                    |                    |                    |                    | 275    | 6   |
| 22   | Stevan McAleer Andrew Pinkerton Jason Rabe                   |                    |                    | 8                  |                    |                    |                    |                    | 230    | 4   |
| 23   | Rasmus Lindh                                                 | 7                  |                    | 9                  |                    |                    |                    |                    | 220    | 15  |
| 24   | Connor Bloum                                                 | 3                  |                    | 10                 |                    |                    |                    |                    | 210    | 14  |
| 25   | Alex Kirby                                                   |                    |                    | 10                 |                    |                    |                    |                    | 210    | 4   |
| 26   | Thomas Merrill                                               | 1                  |                    |                    |                    |                    |                    |                    | 0      | 15  |
| 27   | Nolan Siegel                                                 | 2                  |                    |                    |                    |                    |                    |                    | 0      | 18  |
| 28   | John De Angelis Cameron Shields                              | 3                  |                    |                    |                    |                    |                    |                    | 0      | 10  |
| 29   | Moritz Kranz                                                 | 4                  |                    |                    |                    |                    |                    |                    | 0      | 8   |
| 30   | Mason Filippi Luca Mars                                      | 5                  |                    |                    |                    |                    |                    |                    | 0      | 8   |
| 31   | Nick Boulle Yū Kanamaru Antonio Serravalle James Vance       | 6                  |                    |                    |                    |                    |                    |                    | 0      | 9   |
| 32   | Sebastián Álvarez Danial Frost Guilherme Oliveira Alex Vogel | 8                  |                    |                    |                    |                    |                    |                    | 0      | 9   |

#### Fahrerwertung: GT Daytona Pro (GTD Pro)
| Pos. | Fahrer                                             | Position in Klasse | Position in Klasse | Position in Klasse | Position in Klasse | Position in Klasse | Position in Klasse | Position in Klasse | Position in Klasse | Position in Klasse | Position in Klasse | Position in Klasse | Punkte | MEC |
| Pos. | Fahrer                                             | DAY                | SEB                | LBH                | LGA                | WGL                | MOS                | LIM                | ROA                | VIR                | IMS                | ATL                | Punkte | MEC |
| ---- | -------------------------------------------------- | ------------------ | ------------------ | ------------------ | ------------------ | ------------------ | ------------------ | ------------------ | ------------------ | ------------------ | ------------------ | ------------------ | ------ | --- |
| 1    | Ben Barnicoat Jack Hawksworth                      | 3                  | 2                  | 1                  | 2                  | 1                  | 4                  | 2                  |                    |                    |                    |                    | 2462   | 28  |
| 2    | Antonio García Jordan Taylor                       | 2                  | 5                  | 2                  | 4                  | 3                  | 1                  | 4                  |                    |                    |                    |                    | 2311   | 30  |
| 3    | Jules Gounon Daniel Juncadella                     | 1                  | 3                  | 5                  | 1                  | 4                  | 3                  | 5                  |                    |                    |                    |                    | 2302   | 33  |
| 4    | Klaus Bachler Patrick Pilet                        | 5                  | 1                  | 3                  | 3                  | 5                  | 2                  | 3                  |                    |                    |                    |                    | 2281   | 22  |
| 5    | Ross Gunn Alex Riberas                             | 7                  | 8                  | 4                  | 5                  | 6                  | 5                  | 1                  |                    |                    |                    |                    | 2083   | 25  |
| 6    | Davide Rigon Daniel Serra                          | 10                 | 6                  |                    |                    | 2                  |                    |                    |                    |                    |                    |                    | 866    | 21  |
| 7    | Mirko Bortolotti                                   | 4                  | 4                  |                    |                    | 9                  |                    |                    |                    |                    |                    |                    | 864    | 21  |
| 8    | Bill Auberlen John Edwards Chandler Hull           | 9                  | 7                  |                    |                    | 7                  |                    |                    |                    |                    |                    |                    | 773    | 18  |
| 9    | Maro Engel                                         | 1                  | 3                  |                    |                    |                    |                    |                    |                    |                    |                    |                    | 708    | 29  |
| 10   | Laurens Vanthoor                                   | 5                  | 1                  |                    |                    |                    |                    |                    |                    |                    |                    |                    | 659    | 18  |
| 11   | Tommy Milner                                       | 2                  | 5                  |                    |                    |                    |                    |                    |                    |                    |                    |                    | 643    | 25  |
| 12   | Romain Grosjean                                    | 4                  | 4                  |                    |                    |                    |                    |                    |                    |                    |                    |                    | 612    | 14  |
| 13   | Andrea Caldarelli                                  | 4                  |                    |                    |                    | 9                  |                    |                    |                    |                    |                    |                    | 558    | 15  |
| 14   | David Pittard                                      | 7                  | 8                  |                    |                    |                    |                    |                    |                    |                    |                    |                    | 532    | 20  |
| 15   | Cooper MacNeil                                     | 1                  |                    |                    |                    |                    |                    |                    |                    |                    |                    |                    | 385    | 18  |
| 16   | Kyle Kirkwood                                      |                    | 2                  |                    |                    |                    |                    |                    |                    |                    |                    |                    | 352    | 8   |
| 17   | Mike Conway                                        | 3                  |                    |                    |                    |                    |                    |                    |                    |                    |                    |                    | 330    | 11  |
| 18   | Franck Perera                                      |                    | 4                  |                    |                    |                    |                    |                    |                    |                    |                    |                    | 306    | 6   |
| 19   | Jordan Pepper                                      | 4                  |                    |                    |                    |                    |                    |                    |                    |                    |                    |                    | 306    | 8   |
| 20   | Gabriel Casagrande                                 |                    | 6                  |                    |                    |                    |                    |                    |                    |                    |                    |                    | 278    | 7   |
| 21   | Simon Mann Miguel Molina Ulysse de Pauw            |                    |                    |                    |                    | 8                  |                    |                    |                    |                    |                    |                    | 253    | 4   |
| 22   | Trenton Estep Jason Hart Mark Kvamme Jan Magnussen | 6                  |                    |                    |                    |                    |                    |                    |                    |                    |                    |                    | 250    | 8   |
| 23   | Bruno Spengler                                     | 9                  |                    |                    |                    |                    |                    |                    |                    |                    |                    |                    | 245    | 8   |
| 24   | James Calado Alessandro Pier Guidi                 | 10                 |                    |                    |                    |                    |                    |                    |                    |                    |                    |                    | 233    | 8   |
| 25   | Ted Giovanis Hugh Plumb Matt Plumb Owen Trinkler   | 8                  |                    |                    |                    |                    |                    |                    |                    |                    |                    |                    | 230    | 8   |

#### Fahrerwertung GT Daytona (GTD)
| Pos. | Fahrer                                                           | Position in Klasse | Position in Klasse | Position in Klasse | Position in Klasse | Position in Klasse | Position in Klasse | Position in Klasse | Position in Klasse | Position in Klasse | Position in Klasse | Position in Klasse | Punkte | WTSC | MEC |
| Pos. | Fahrer                                                           | DAY                | SEB                | LBH                | LGA                | WGL                | MOS                | LIM                | ROA                | VIR                | IMS                | ATL                | Punkte | WTSC | MEC |
| ---- | ---------------------------------------------------------------- | ------------------ | ------------------ | ------------------ | ------------------ | ------------------ | ------------------ | ------------------ | ------------------ | ------------------ | ------------------ | ------------------ | ------ | ---- | --- |
| 1    | Bryan Sellers Madison Snow                                       | 8                  | 1                  | 1                  | 10                 | 2                  | 1                  | 8                  |                    |                    |                    |                    | 2226   | 1250 | 25  |
| 2    | Roman De Angelis Marco Sørensen                                  | 1                  | 15                 | 2                  | 8                  | 6                  | 4                  | 1                  |                    |                    |                    |                    | 2140   | 1310 | 29  |
| 3    | Frankie Montecalvo Aaron Telitz                                  | 5                  | 5                  | 3                  | 14                 | 1                  | 6                  | 12                 |                    |                    |                    |                    | 1971   | 1013 | 21  |
| 4    | Brendan Iribe Frederik Schandorff                                | 3                  | 4                  | 6                  | 5                  | 15                 | 2                  | 13                 |                    |                    |                    |                    | 1920   | 1108 | 21  |
| 5    | Alan Brynjolfsson Trent Hindman                                  | 11                 | 8                  | 10                 | 6                  | 11                 | 7                  | 3                  |                    |                    |                    |                    | 1748   | 1074 | 18  |
| 6    | Robby Foley Patrick Gallagher                                    | 17                 | 2                  | 8                  | 7                  | 13                 | 13                 | 4                  |                    |                    |                    |                    | 1738   | 1030 | 23  |
| 7    | Alec Udell                                                       | 21                 | 3                  | 13                 | 3                  | 10                 | 12                 | 2                  |                    |                    |                    |                    | 1731   | 1083 | 19  |
| 8    | Katherine Legge Sheena Monk                                      | 4                  | 12                 | 9                  | 13                 | 5                  | 11                 | 6                  |                    |                    |                    |                    | 1708   | 921  | 19  |
| 9    | Mikaël Grenier Mike Skeen                                        | 15                 | 10                 | 4                  | 15                 | 12                 | 3                  | 10                 |                    |                    |                    |                    | 1696   | 1068 | 28  |
| 10   | Misha Goikhberg Loris Spinelli                                   | 7                  | 17                 | 7                  | 9                  | 7                  | 14                 | 5                  |                    |                    |                    |                    | 1688   | 992  | 18  |
| 11   | Kay van Berlo Alan Metni                                         | 16                 | 7                  | 12                 | 1                  | 17                 | 9                  | 14                 |                    |                    |                    |                    | 1587   | 1006 | 18  |
| 12   | Russell Ward                                                     | 13                 | 18                 | 5                  | 12                 | 20                 | 10                 | 9                  |                    |                    |                    |                    | 1435   | 974  | 20  |
| 13   | Julien Andlauer                                                  | 16                 | 3                  |                    | 3                  | 10                 |                    | 2                  |                    |                    |                    |                    | 1375   | 678  | 19  |
| 14   | Philip Ellis                                                     | 13                 | 18                 | 5                  | 12                 |                    | 10                 | 9                  |                    |                    |                    |                    | 1304   | 974  | 16  |
| 15   | Sebastian Priaulx                                                | 14                 | 16                 | DNS                | 11                 | 14                 | 8                  | 7                  |                    |                    |                    |                    | 1295   | 760  | 18  |
| 16   | Andy Lally John Potter                                           | 2                  | 9                  |                    | 4                  | 9                  |                    |                    |                    |                    |                    |                    | 1111   | 295  | 23  |
| 17   | Bill Auberlen Chandler Hull                                      |                    |                    | 11                 | 2                  |                    | 5                  | 11                 |                    |                    |                    |                    | 1071   | 1071 | 0   |
| 18   | P. J. Hyett                                                      | 14                 | 16                 | DNS                |                    | 14                 | 8                  | 7                  |                    |                    |                    |                    | 1065   | 530  | 18  |
| 19   | Corey Lewis                                                      | 8                  | 1                  |                    |                    | 2                  |                    |                    |                    |                    |                    |                    | 976    | 0    | 25  |
| 20   | Parker Thompson                                                  | 5                  | 5                  |                    |                    | 1                  |                    |                    |                    |                    |                    |                    | 958    | 0    | 21  |
| 21   | David Brule                                                      | 21                 | 3                  |                    |                    | 10                 | 12                 |                    |                    |                    |                    |                    | 856    | 208  | 19  |
| 22   | Ryan Hardwick Jan Heylen Zacharie Robichon                       | 9                  | 6                  |                    |                    | 3                  |                    |                    |                    |                    |                    |                    | 835    | 0    | 20  |
| 23   | Ian James                                                        | 1                  | 15                 |                    |                    | 6                  |                    |                    |                    |                    |                    |                    | 830    | 0    | 29  |
| 24   | Spencer Pumpelly                                                 | 2                  | 9                  |                    |                    | 9                  |                    |                    |                    |                    |                    |                    | 816    | 0    | 23  |
| 25   | Ollie Millroy                                                    | 3                  | 4                  |                    |                    | 15                 |                    |                    |                    |                    |                    |                    | 812    | 0    | 21  |
| 26   | Marc Miller                                                      | 4                  | 12                 |                    |                    | 5                  |                    |                    |                    |                    |                    |                    | 787    | 0    | 19  |
| 27   | Gunnar Jeannette                                                 | 14                 | 16                 |                    | 11                 | 14                 |                    |                    |                    |                    |                    |                    | 765    | 230  | 18  |
| 28   | Michael Dinan                                                    | 17                 | 2                  |                    |                    | 13                 |                    |                    |                    |                    |                    |                    | 708    | 0    | 23  |
| 29   | Ashton Harrison                                                  | 6                  | 19                 | DNS                |                    | 8                  |                    |                    |                    |                    |                    |                    | 698    | 21   | 18  |
| 30   | Danny Formal Kyle Marcelli                                       | 6                  | 19                 |                    |                    | 8                  |                    |                    |                    |                    |                    |                    | 677    | 0    | 18  |
| 31   | Maxwell Root                                                     | 11                 | 8                  |                    |                    | 11                 |                    |                    |                    |                    |                    |                    | 674    | 0    | 18  |
| 32   | Alessio Rovera Charlie Scardina Onofrio Triarsi                  | 10                 | 20                 |                    |                    | 4                  |                    |                    |                    |                    |                    |                    | 639    | 0    | 18  |
| 33   | Kenton Koch                                                      | 15                 | 10                 |                    |                    | 12                 |                    |                    |                    |                    |                    |                    | 628    | 0    | 28  |
| 34   | Jaxon Evans                                                      | 16                 | 7                  |                    |                    | 17                 |                    |                    |                    |                    |                    |                    | 581    | 0    | 18  |
| 35   | Rahel Frey Michelle Gatting                                      | 18                 | 11                 |                    |                    | 16                 |                    |                    |                    |                    |                    |                    | 548    | 0    | 18  |
| 36   | Indy Dontje                                                      | 13                 | 18                 |                    |                    | 20                 |                    |                    |                    |                    |                    |                    | 461    | 0    | 20  |
| 37   | Antonio Fuoco Roberto Lacorte Giorgio Sernagiotto                | 23                 | 14                 |                    |                    | 18                 |                    |                    |                    |                    |                    |                    | 439    | 0    | 21  |
| 38   | Benjamin Hites                                                   | 7                  | 17                 |                    |                    |                    |                    |                    |                    |                    |                    |                    | 421    | 0    | 14  |
| 39   | Darren Turner                                                    | 1                  |                    |                    |                    |                    |                    |                    |                    |                    |                    |                    | 375    | 0    | 18  |
| 40   | Sarah Bovy                                                       | 18                 | 11                 |                    |                    |                    |                    |                    |                    |                    |                    |                    | 368    | 0    | 14  |
| 41   | Jarett Andretti Gabby Chaves                                     |                    |                    |                    | 16                 |                    |                    | 15                 |                    |                    |                    |                    | 347    | 347  | 0   |
| 42   | Nicki Thiim                                                      | 2                  |                    |                    |                    |                    |                    |                    |                    |                    |                    |                    | 340    | 0    | 11  |
| 43   | Francesco Castellacci Simon Mann Miguel Molina                   | 19                 | 13                 |                    |                    |                    |                    |                    |                    |                    |                    |                    | 337    | 0    | 14  |
| 44   | Mario Farnbacher                                                 | 4                  |                    | DNS                |                    |                    |                    |                    |                    |                    |                    |                    | 329    | 21   | 8   |
| 45   | Doriane Pin                                                      | 18                 |                    |                    |                    | 16                 |                    |                    |                    |                    |                    |                    | 328    | 0    | 12  |
| 46   | Marvin Kirchhöfer                                                | 3                  |                    |                    |                    |                    |                    |                    |                    |                    |                    |                    | 326    | 0    | 11  |
| 47   | Jeroen Bleekemolen                                               | 21                 |                    | 13                 |                    |                    |                    |                    |                    |                    |                    |                    | 311    | 197  | 8   |
| 48   | Kyle Kirkwood                                                    | 5                  |                    |                    |                    |                    |                    |                    |                    |                    |                    |                    | 284    | 0    | 8   |
| 49   | Ryan Briscoe                                                     | 6                  |                    |                    |                    |                    |                    |                    |                    |                    |                    |                    | 280    | 0    | 8   |
| 50   | Patrick Liddy                                                    |                    |                    |                    |                    | 7                  |                    |                    |                    |                    |                    |                    | 275    | 0    | 4   |
| 51   | Jaden Conwright                                                  | 20                 |                    |                    |                    | 19                 |                    |                    |                    |                    |                    |                    | 265    | 0    | 12  |
| 52   | Marco Mapelli                                                    | 7                  |                    |                    |                    |                    |                    |                    |                    |                    |                    |                    | 257    | 0    | 8   |
| 53   | Maxime Martin                                                    | 8                  |                    |                    |                    |                    |                    |                    |                    |                    |                    |                    | 252    | 0    | 8   |
| 54   | Dennis Olsen                                                     | 9                  |                    |                    |                    |                    |                    |                    |                    |                    |                    |                    | 239    | 0    | 8   |
| 55   | Andrea Bertolini                                                 | 10                 |                    |                    |                    |                    |                    |                    |                    |                    |                    |                    | 221    | 0    | 8   |
| 56   | Kévin Estre                                                      | 11                 |                    |                    |                    |                    |                    |                    |                    |                    |                    |                    | 215    | 0    | 8   |
| 57   | Maximilian Götz                                                  | 15                 |                    |                    |                    |                    |                    |                    |                    |                    |                    |                    | 192    | 0    | 13  |
| 58   | Raffaele Giammaria Rolf Ineichen Franck Perera Claudio Schiavoni | 12                 |                    |                    |                    |                    |                    |                    |                    |                    |                    |                    | 190    | 0    | 8   |
| 59   | Daniel Morad                                                     | 13                 |                    |                    |                    |                    |                    |                    |                    |                    |                    |                    | 189    | 0    | 10  |
| 60   | Harry Tincknell                                                  | 14                 |                    |                    |                    |                    |                    |                    |                    |                    |                    |                    | 182    | 0    | 8   |
| 61   | Jens Klingmann                                                   | 17                 |                    |                    |                    |                    |                    |                    |                    |                    |                    |                    | 161    | 0    | 8   |
| 62   | Luke Berkeley Rob Ferriol                                        |                    |                    |                    |                    | 19                 |                    |                    |                    |                    |                    |                    | 145    | 0    | 4   |
| 63   | Luís Pérez Companc                                               | 19                 |                    |                    |                    |                    |                    |                    |                    |                    |                    |                    | 136    | 0    | 8   |
| 64   | Raffaele Marciello                                               |                    |                    |                    |                    | 20                 |                    |                    |                    |                    |                    |                    | 131    | 0    | 4   |
| 65   | Kenny Habul Axcil Jefferies Fabian Schiller Luca Stolz           | 22                 |                    |                    |                    |                    |                    |                    |                    |                    |                    |                    | 125    | 0    | 9   |
| 66   | Alessio Deledda Kerong Li Robert Megennis                        | 20                 |                    |                    |                    |                    |                    |                    |                    |                    |                    |                    | 120    | 0    | 8   |
| 67   | Andrew Davis                                                     | 21                 |                    |                    |                    |                    |                    |                    |                    |                    |                    |                    | 114    | 0    | 8   |
| 68   | Alessandro Balzan                                                | 23                 |                    |                    |                    |                    |                    |                    |                    |                    |                    |                    | 103    | 0    | 8   |